# Bucardo d'Istria
Bucardo d'Istria chiamato anche Bukardo II o Purcardo II (... – tra il 1106 e il 13 febbraio 1107) fu margraviato d'Istria a partire da poco prima del 1093, quando compare per la prima volta in una carta dell'imperatore Enrico IV di Franconia insieme ad altri nobili della sua terra natale della Baviera.

## Biografia
Era figlio di Bucardo I di Moosburg e fratello maggiore di Burcardo III
Fu nominato vogt di Aquileia nel 1101. Assieme alla moglie Acica ebbero una figlia di nome Matilda. Il genero Corrado di Manzano esercitò la sua autorità ad Aquileia dopo la sua morte. 